# Баргойд
Барго́йд (англ. Bargoed, валл. Bargod) — місто на південному сході Уельсу, в області Карфіллі.
Населення міста становить 13 721 особа (2001).